# Pap Lujza
Pap Lujza (Ajka, 1977. március 25. –) Domján Edit-díjas magyar színésznő.

## Életpályája
1977-ben született Ajkán. Középiskolás korában szülővárosában a legendás Fábián Lujza néni színjátszócsoportjába járt, tőle tanulta a színjátszás alapjait. 1996-ban felvételt nyert a Hevesi Sándor Színház Nádasdy Kálmán Színészképző Stúdiójába. 1996-tól a Hevesi Sándor Színház társulatának tagja, 2002-től színművésze. Játszott többek közt Az Orleans-i szűz, a Régimódi történet, a Hegedűs a háztetőn, a Figaro házassága, a Lear király, a Makarncos hölgy vagy a Szecsuáni jólélek című előadásokban. Rendezői mások mellett Bagó Bertalan, Cserhalmi György, Alföldi Róbert, Csiszár Imre, Verebes István vagy Koltai M. Gábor voltak. Kisebb filmes munkái mellett, szinkronszínészként is találkozhatunk vele.
Testvére Pap Lívia színésznő.

## Színpadi szerepei[1]
- William Shakespeare: Lear király... Cordelia
- William Shakespeare: Rómeó és Júlia... Dada
- William Shakespeare: Vízkereszt, vagy bánom is én... Viola, fiatal nemeslány (átöltözve: Cesario)
- William Shakespeare: Makrancos hölgy... Katalin
- William Shakespeare: A windsori víg nők... Fordné
- Friedrich Schiller: Az orleansi szűz... Johanna
- Molière:Fösvény... Élise
- Molière: Don Juan... Mari
- Molière: Tartuffe... Elmira
- Pierre-Augustin Caron de Beaumarchais: Figaro házassága... Susana, komorna, Figaro jegyese
- Carlo Goldoni: Terecske... Orsola, fánksütő asszony- Kőszegi várszínház[3]
- Pedro Calderón de la Barca: Az élet A-Moll (Álom)... Estrella – Zsámbéki színházi bázis[4]
- Henrik Ibsen: A fiatalok szövetsége... Ragna
- Anton Pavlovics Csehov: Ványa bácsi / Jelenetek egy vidéki életből... Szonya/ - Studió „K”[5]
- Alexandre Dumas – Jean-Paul Sartre: Kean, a színész... Anna Damby
- Arthur Miller: A salemi boszorkányok... Abigail Williams
- Arthur Miller: Pillantás a hídról... Beatrice
- Tennessee Williams: A vágy villamosa... Blance
- Bertolt Brecht – Kurt Weill: Koldusopera... Peachumné
- Bertolt Brecht: A szecsuáni jólélek... Sen Te/Sui Ta
- Jerry Bock – John Steinbeck: Hegedűs a háztetőn... Hódel
- Jean Anouilh: Eurüdike... Lány
- Luigi Pirandello: Így van, ha így tetszik... Giulia
- Ion Luca Caragiale: Az elveszett levél... Zizi, Zaharia felesége
- Edward Bond: Széttört tál... Anya
- Tracy Letts: Augusztus Oklahomában... Barbara Fordham
- Akutagava Rjúnoszuke – Kuroszava Akira – Müller Péter: A vihar kapujában... Masagó
- Georges Feydeau: A hülyéje... Lucienne
- Frank Wedekind: A tavasz ébredése... Ilse; Álarcos Úr
- Agatha Christie: És már senki sem... Mrs. Ethel Rogers
- Ray Cooney – John Chapman: Kölcsönlakás... Joanna Markham
- Ken Ludwig: Botrány az operában... Maggie
- Ken Ludwig: Primadonnák... Audrey
- Alex Koenigsmark: Agyő, kedvesem!... Sonka
- John Kander – Fred Ebb – Bob Fosse Chicago... Velma Kelly
- Dan Goggin: Apácák... Mária Hubert nővér
- Richard Rodgers – Oscar Hammerstein II – Irwin Kostal: A muzsika hangja... Berta főnővér
- Oleg Presznyakov – Vlagyimir Presznyakov: Csónak... Jon felesége Thália Színház[6]
- Geoff Gillham: Csontketrec... szereplő
- David Seidler: A király beszéde... Myrtle, Lionel ausztrál felesége
- Bornemisza Péter: Magyar Elektra... Electra
- Vörösmarty Mihály: Csongor és Tünde... Tünde
- Madách Imre:  Az ember tragédiája... Cluvia; Kisleány
- Mikszáth Kálmán: A Noszty fiú esete Tóth Marival... Tóthné Kohlbrunn Krisztina
- Tóth Ede: A falu rossza... Sulyokné
- Nagy Ignác: Tisztújítás... Kinga
- Szép Ernő: Vőlegény... Mariska
- Molnár Ferenc: Liliom... Lujza
- Molnár Ferenc: Üvegcipő... Irma
- Molnár Ferenc – Kocsák Tibor – Miklós Tibor: A vörös malom... Ördög
- Hunyady Sándor: A három sárkány... Júlia
- Vaszary János: Vörös bestia... Evelin
- Karinthy Frigyes: Tanár úr kérem... Irén
- László Miklós: Illatszertár... Molnár kisasszony
- Füst Milán: Boldogtalanok... Víg Vilma, nyomdai munkáslány
- Gádor Béla – Tasnádi István Othello Gyulaházán... Pötyike, súgó
- Tamási Áron: Énekes madár... Vénasszony; boszorkány
- Forgách András: Pincérek és színésznők... Színésznő
- Szabó Magda: Régimódi történet... Gizella
- Szabó Magda: Abigél... Zsuzsanna testvér
- Pataki Éva: Edith és Marlene... Edith Piaf
- Bereményi Géza – Kovács Krisztina: Apacsok... Csilla, Arapaho
- Tasnádi István: A magyar zombi... Blondinné
- Tasnádi István: Tranzit... Vöröshajú lány
- Fodor László: Érettségi... Máthé
- Egressy Zoltán: Fafeye, a tenger ész... Padlizsán
- Nógrádi Gábor: Az anyu én vagyok!... Anya, magyar-történelem tanárnő
- Pénzes Csaba: Karády... Karády Katalin
- Mikó Csaba: Herkules – A kezdet... Alkméné; Álnimfa; Anya; Animátor; Asszony
- Szálinger Balázs: Becsvölgye... Kerkainé Eleonóra, Eli, volt tanárnő
- Balogh Elemér – Kerényi Imre: Csíksomlyói passió... Krónikás, Csillaghordó, Cantus
- Jókai Mór – Böhm György – Korcsmáros György – Tolcsvay Béla – Tolcsvay László: A kőszívű ember fiai... Baradlayné
- Müller Péter – Tolcsvay László – Bródy János: Doctor Herz... Mutter
- Szakcsi Lakatos Béla – Csemer Géza: Cigánykerék... Matild, Miréna rokona
- Dés László – Geszti Péter – Békés Pál: A dzsungel könyve... Majom;  Bagira
- Moravetz Levente – Bozó László: Volt egy seregünk... Négyes olvasó
- Eisemann Mihály – Zágon István – Somogyi Gyula: Fekete Péter... Claire
- Zerkovitz Béla – Szilágyi László: Csókos asszony... Rica-Maca
- Ábrahám Pál – Szilágyi László – Kellér Dezső: 3:1 a szerelem javára... Gingi

## Filmes munkái
- Márta szobalány – Régimódi történet 2006 /R.: Bereményi Géza/ [7]
- Szalagszakadás (2009)
- Sütő András: Advent a Hargitán (2019)

## Díjai[1]
- Máriáss-díj (2000) Joseph Stein: Hegedűs a háztetőn című produkcióban Hódel szerepében nyújtott alakításáért
- Máriáss-díj (2002) Schiller: Az orleansi szűz című produkcióban Johanna szerepében nyújtott alakításáért
- Közönség-díj (2004)
- Forgács-gyűrű (2006)
- Színházbarátok körének díja (2011)
- Domján Edit-díj (2013)[8]
- Máriáss-díj (2014/2015)
- Máriáss-díj (2015/2016)
- Nívó díj (2015/2016)
- Közönség-díj (2015/2016)